# Пітер Пен (фільм, 1953)
«Пітер Пен» (англ. «Peter Pan») — американський мультиплікаційний фільм 1953 року. 14-й повнометражний мультфільм Волта Діснея і екранізація однойменної п'єси сера Джеймса Метью Баррі.
Перші ескізи персонажів «Пітера Пена» з'явилися в студії Діснея в 1940 році. У той час художники студії Діснея часто калькували живих акторів, як прообрази для своїх мультиплікаційних героїв. Прототипом маленької феї Дінь-Дінь послужила типова «дівчина з календаря», Маргарет Керрі, вона ж позувала для однієї з русалок. У мультфільму є сиквел «Повернення в Нетландію», випущений в 2002 році.

## Сюжет
Фільм починається з того, що Джордж і Мері Дарлінг йдуть на прийом, а їх діти — Венді, Джон і Майкл — залишаються вдома. Герой їх улюблених історій, Пітер Пен, повертається до них у дитячу за тінню, яку він втратив, коли напередодні прилітав послухати чергову історію про самого себе у виконанні Венді. Він розбудив Венді шумом, і вона допомогла йому пришити тінь і поділилася своєю проблемою: це її остання ніч в дитячій. На наступний день їй (тобто Венді) доведеться переїхати в свою власну кімнату, і, отже, стати дорослою.
Пітер викликається допомогти Венді і відвести її у фантастичну країну Нетландію, де ніхто з дітей ніколи не виростає. Венді відмовилася летіти без своїх братів. Скориставшись пилком норовливої феї Дінь-Дінь, подруги Пітера, всі троє слідом за ним полетіли з Лондона назустріч пригодам. А пригоди їх чекали такі: Джона, Майкла і Зниклих Хлопців (останні є гвардією Пітера) захопили в полон індіанці. Венді зустрілася з русалками, але залишилася дуже задоволена зустріччю.
Пітер Пен врятував принцесу Тигрову Лілію, яка є донькою вождя індіанців, і всі разом відсвяткували цю подію. Найбільш складним випробуванням була зустріч з піратами і їх ватажком капітаном Джеймсом Гаком, якого так назвали за те, що у нього гак замість лівої руки — її Пітер відрізав і кинув крокодилові. Останньому так сподобався смак, що він став всюди переслідувати капітана, віщуючи свою появу цоканням будильника, який він проковтнув.
З допомогою ревнивої Дінь капітан Крюк захопив у полон Венді, Джона Майкла і Зниклих Хлопців, а самому Пітеру залишив бомбу з годинниковим механізмом, як ніби це дар любові від Венді. Але Пітер зумів уникнути смерті (завдяки Дінь-Дінь) і врятувати своїх друзів. Коли на захопленому кораблі Гака він доставив Венді і її братів додому, в Лондон, Венді більше не боялася ставати дорослою.

## Відмінності від п'єси
- У фільмі звуть фею Дінь-Дінь, а в п'єсі (в українському перекладі п'єси) — Чінь-Чінь. Як пояснив Пітер Пен дітям, її ім'я походить від «чини-паяти».
- У п'єсі Гак намагається отруїти Пітера, а у фільмі залишає йому бомбу з годинниковим механізмом. При цьому вона замаскована під подарунок ніби від Венді.
- На відміну від п'єси, у фільмі Гак рятується втечею від крокодила.

## Кіноляпи
- Коли Пітер і Дарлінг летять в Нетландію, особи останніх на секунду зникають.
- Коли Змі думав, що поголив голову капітана, той хапає його гаком. Він повернений вгору, через секунду — вниз, а ще через секунду заплутаний у бороді Змі.
- Черепашка, якій Венді загрожує русалкам, з'явилася на камені за секунду до цього, як і свисток на шиї у Змі, який з'явився, коли Гак наказав йому зібрати команду.
- Коли Гак штовхнув човна, Змі випустив з рук весла. Але через секунду вони знову повернулися до нього.
- Протез у капітана Гака знаходиться на лівій руці, але в сцені з Дінь-Ділінь, де капітан тягне Змі, протез виявляється на його правій руці.
- Ґудзик містера Змі змінює форму.

## Український дубляж
Мультфільм дубльовано студією «Le Doyen» на замовлення компанії «Disney Character Voices International» у 2018 році.
- Режисер дубляжу — Ольга Чернілевська
- Перекладач тексту та пісень — Роман Дяченко
- Музичний керівник — Тетяна Піроженко
- Звукорежисер — Михайло Угрин
- Творчий консультант — Рішард Кунце
- Диктор — Михайло Войчук

### Ролі дублювали
- Володимир Машук — Пітер Пен
- Євген Малуха — Капітан Гак
- Максим Кондратюк — Пан Смі
- Катерина Петрашова — Венді (діалоги)
- Маргарита Мелешко — Венді (вокал)
- Дем'ян Шиян — Джон
- Олексій Сморігін — Майкл
- Андрій Терещук — Здоровань
- Єгор Скороходько — Хитрун
- Кирило Свита — Спритник
- Олександр Томко — Близнюк 1, Близнюк 2
- Борис Георгієвський — Вождь
- Ірина Ткаленко — Мері
- Володимир Кокотунов — Джордж
- Михайло Войчук — Оповідач

### Пісні виконували
- Сергій Юрченко
- Володимир Трач
- Василь Пудченко
- Тетяна Піроженко
- Наталя Ногіна